# Robert Willan
Robert Willam (Craven, 12 de noviembre de 1757 - Funchal, 7 de abril de 1812) fue un médico inglés conocido como el fundador de la dermatología en el Reino Unido.

## Biografía
Robert Willan nació en the Hill, una granja de piedra cerca de Sedberg, ciudad del distrito no metropolitano de Craven en el condado de Yorkshire del Norte, en el seno de una familia cuáquera que habitaba dicho lugar por seis generaciones.
En 1777, ingresa a la Universidad de Edimburgo, ya que por su condición de cuáquero, no era admitido en Oxford ni en Cambridge. Su tesis de graduación para el doctorado, el 24 de junio de 1780, fue De jecinoris inflammatione.
En 1781 comenzó su actividad práctica como médico en Darlington.
En 1783, vuelve a Londres, comenzando su trabajo como médico general asistente en el Dispensario de Carey Street, sistema de atención dirigido a la atención de la gente socialmente desfavorecida. Realizó está actividad hasta el año 1803.
En 1785, ingresa al Royal College of Physicians. En esta época publica su primera clasificación de enfermedades cutáneas, trabajo que defendió en el año 1790 frente a la Sociedad Médica de Londres obteniendo la medalla de oro Forthergillian.
En 1800, se casó con Mary Scott, viuda de un médico.  Tuvieron un hijo en común.

En 1802, abrió la Institución de la Fiebre (que posteriormente sería Hospital), con 15 camas, donde atendía en conjunto con Thomas Bateman.
En 1812 viajó a Madeira afectado por una enfermedad pulmonar, falleciendo en Funchal a la edad de 55 años.

## Relevancia en la dermatología
La clasificación de enfermedades cutáneas que realizó Willan no fue un trabajo inédito puesto que Plenck ya había realizado un trabajo similar en el año 1776, sin embargo, aportó una nomenclatura con una definición rigurosa de los términos, de manera tal que pudiera ser usada sin confusión por los médicos para referirse a las enfermedades de la piel.
En su publicación Description and treatment of cutaneous diseases (1798) describió cuatro órdenes de enfermedades de la piel: papulae, squamae, exanthemata y bullae. Posteriormente, reunió esta información en su obra On cutaneous diseases (1808).
En sus publicaciones, Willam describió los tipos de prurito, la psoriasis, las micosis, los eritemas, las ictiosis, la varicela y la viruela. Sus detalladas descripciones morfológicas, las acompañó de ilustraciones en colores, por lo que su obra es considerada el primer atlas de dermatología en la historia de la medicina.
Su influencia en la dermatología es reconocida por todos los autores dedicados al tema, ejemplo de ello, es el uso del término willanismo para referirse a su sistema de clasificación. El año en que publicó este sistema, 1798, se considera como el año de la fundación de la especialidad de dermatología.